# STS-53
STS-54 e петдесет и втората мисия на НАСА по програмата Спейс шатъл и петнадесети полет на совалката Дискавъри. Това е последен полет в интерес на Министерството на отбраната на САЩ.

## Екипаж
| Пост                    | Астронавт                               |
| ----------------------- | --------------------------------------- |
| Командир                | Дейвид Уокър трети космически полет     |
| Пилот                   | Робърт Кабана втори космически полет    |
| Специалист на мисията 1 | Гуйон Блъфорд четвърти космически полет |
| Специалист на мисията 2 | Джеймс Вос втори космически полет       |
| Специалист на мисията 3 | Майкъл Клифорд първи космически полет   |

- Броят на полетите е преди и включително тази мисия.

## Полетът
Основната част от полезния товар на полета е засекретен и е собственост на Министерството на отбраната на САЩ. На борда са и два некласифицирани товара и са предвидени 9 незасекретени експеримента.
Секретният товар представлява шпионски спътник – USA-89, тип SDS и е втори в серията. Първият е изстрелян по време на мисия STS-28 (USA-40) и е предназначен за засичане на радиосигнали. Първоначалната височина на орбитата му е 370 км, но на следващия ден е намалена с 45 километра до височина 325 км.
Вторичният полезен товар ODERACS (Orbital Debris Radar Calibration Spheres) се състои от 6 метални топки с различни размери: по две 5-инчови, 10-инчови и 15-инчови. Последните са изработени от алуминий, а останалите четири от стомана. Целта на ODERACS е да служи като цел за калибриране на радарни станции и оптични наземни телескопи и за определяне плътността на космическите отпадъци.
Експериментите, провеждани в товарния отсек на совалката са:
- Microcapsules in Space (MIS-l);
- Space Tissue Loss (STL);
- Visual Function Tester (VFT-2);
- Cosmic Radiation Effects and Activation Monitor (CREAM);
- Radiation Monitoring Equipment (RME-III);
- Fluid Acquisition and Resupply Experiment (FARE);
- Hand-held, Earth-oriented, Real-time, Cooperative, User-friendly, Location-targeting and Environmental System (HERCULES);
- Battlefield Laser Acquisition Sensor Test (BLAST);
- Cloud Logic to Optimize Use of Defense Systems (CLOUDS).

## Параметри на мисията
- Маса:
  - При старта: ? кг
  - При кацането: 87 565 кг
  - Полезен товар: 11 860 кг
- Перигей: 365 км
- Апогей: 376 км
- Инклинация: 57,0°
- Орбитален период: 92.0 мин